# OMX

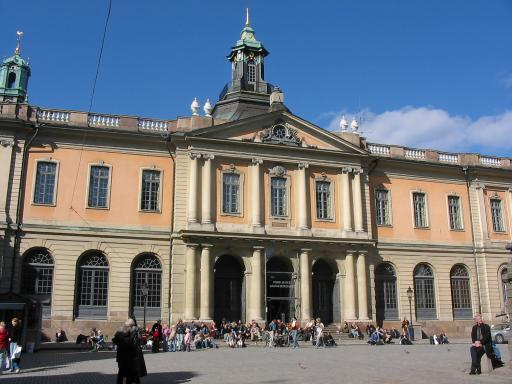
Beurs van Stockholm

OMX AB (Aktiebolaget Optionsmäklarna/Helsinki Stock Exchange) is een Zweeds-Finse onderneming in financiële dienstverlening, opgericht in 2003 door een fusie tussen OM AB en HEX Oyj en is onderdeel van de NASDAQ OMX Group sinds februari 2008.
OMX heeft twee bedrijfsonderdelen, OMX Exchanges, die acht effectenbeurzen in Scandinavië en de Baltische landen omvat en OMX Technology, die systemen voor financiële transacties ontwikkelt en verkoopt. Deze systemen worden door hun eigen beurzen gebruikt, maar ook door andere effectenbeurzen.

## Effectenbeurzen van OMX
- Beurs van Kopenhagen
- Beurs van Stockholm
- Beurs van Helsinki
- Beurs van Tallinn
- Beurs van Riga
- Beurs van Vilnius
- Beurs van IJsland
- Beurs van Armenië

- Beurs van Oslo (10% aandeel)